# Vaccinium pumilum
Vaccinium pumilum är en ljungväxtart som beskrevs av Wilhelm Sulpiz Kurz. Vaccinium pumilum ingår i Blåbärssläktet, och familjen ljungväxter. Inga underarter finns listade i Catalogue of Life.